# Metzingen (Württ)
Metzingen (Württ) (niem: Bahnhof Metzingen (Württ)) – stacja kolejowa w Metzingen, w kraju związkowym Badenia-Wirtembergia, w Niemczech. Według DB Station&Service ma kategorię 4. Znajduje się na linii Plochingen – Tübingen oraz jest miejscem początkowym linii Metzingen (Württ) – Bad Urach.
W 2006 z usług stacji skorzystało 2,6 mln pasażerów.

## Linie kolejowe
- Linia Plochingen – Tübingen
- Linia Metzingen (Württ) – Bad Urach

## Połączenia

### Dalekobieżne
| Linia | Trasa | Takt                |
| ----- | --- | ------------------- |
| IC32  | (Berlin Südkreuz – Dortmund – Essen – Duisburg –) Düsseldorf – Köln – Bonn – Koblenz – Mainz – Mannheim – Stuttgart – Plochingen – Metzingen (Württ) – Tübingen | jedna para pociągów |

### Regionalne
| RE | Stuttgart – Bad Cannstatt – Esslingen (Neckar) – Plochingen – Wendlingen (Neckar) – Nürtingen – Metzingen (Württ) – Reutlingen – Tübingen | co 60 min (od południa do wieczora co 30 min) |
| RB | Plochingen – Wendlingen (Neckar) – Nürtingen – Metzingen (Württ) – Reutlingen – Tübingen – Herrenberg                                     | co 60 min                                     |
| RB | (Herrenberg – Tübingen – Reutlingen –) Metzingen (Württ) – Dettingen – Bad Urach                                                          | co 60 min                                     |